# Norman Ohler
Norman Ohler   (Zweibrücken, 4 de febrer de 1970) és un autor, novel·lista i guionista dels més venuts en alemany del New York Times, conegut sobretot pel seu llibre Blitzed: Drugs in Nazi Germany, que s'ha publicat en més de 30 idiomes.

## Biografia
Ohler va néixer a Zweibrücken, Alemanya Occidental el 1970 i va assistir a l'escola de periodisme d'⁣Hamburg. El 1995 va publicar Die Quotenmaschine, la primera novel·la d'hipertext en alemany. La seva segona novel·la, Mitte, va ser publicada el 2001 i elogiada per Der Spiegel com la seva "obra mestra", seguida de la seva tercera, Ponte City, el 2002. Aquestes tres novel·les formen la trilogia de la ciutat d'Ohler. El 2004, Ohler va ser convidat pel Goethe-Institut alemany per actuar com a escriptor en residència a Ramallah. Allà, Ohler va escriure sobre la vida dels palestins a Cisjordània i va publicar l'última entrevista que va fer Yassir Arafat, poc abans de la seva mort. Ohler també ha treballat com a escriptor en residència a Tel-Aviv i Jerusalem. El 2008, va coescriure la pel·lícula Palermo Shooting amb Wim Wenders, protagonitzada per Dennis Hopper.
El setembre de 2015, Kiepenheuer &amp; Witsch van publicar la primera obra de no ficció d'Ohler, Der totale Rausch: Drogen im Dritten Reich, i l'any següent el llibre va aparèixer en anglès com a Blitzed: Drugs in Nazi Germany. Després de la seva publicació als EUA, es va convertir en un best-seller del New York Times. Al llibre, Ohler investiga quin paper van tenir les drogues psicoactives, en particular els estimulants com la metamfetamina, en la història militar de la Segona Guerra Mundial, concloent que molts dels caps militars i polítics alemanys, especialment Adolf Hitler, van abusar de drogues psicoactives durant la guerra.
El llibre va ser elogiat per alguns historiadors com Antony Beevor de declarà sobre Blitzed com "un treball d'investigació notable. El relat d'Ohler ens fa mirar aquest període densament estudiat d'una manera força diferent". Ian Kershaw el descrigué com "molt bo i extremadament interessant... una peça seriosa d'estudis molt ben investigats"; i Hans Mommsen, un dels historiadors més importants d'Alemanya, es referí a Blitzed com un "canvi del panorama general".
Tanmateix, altres historiadors no estaren d'acord amb l'enfocament d'Ohler. L'historiador alemany Nikolaus Wachsmann va escriure que Ohler "sembla barrejar realitat i ficció. […] Condimenta l'evidència, introdueix referències de la cultura pop ("Teutonic Easy Riders") i ho adorna amb jocs de paraules elegants ("High Hitler"). Caldrà veure si aquesta recepta agradarà als lectors anglòfons. Per manllevar l'estil d'Ohler: experimentaran un gran rebombori o un mal viatge?". Dagmar Herzog va expressar l'opinió que "l'anàlisi d'Ohler no resisteix un escrutini exhaustiu. (…) Qualsevol que busqui una comprensió més profunda del període nazi ha de desconfiar d'un llibre que ofereix més distraccions i distorsió que no pas aclariments". James Pugh va jutjar que, tot i que el llibre és una "peça atractiva i entretinguda de la història periodística", era "preocupant pel seu to, l'erudició i el compromís amb la literatura". Richard J. Evans, professor Regius d'història a la Universitat de Cambridge del 2008 al 2014, autor de History of the Third Reich, va qualificar de Blitzed "un relat groller i perillosament inexacte". També va escriure que el llibre és "moralment i políticament perillós', perquè implica que Hitler no era responsable de les seves accions. Ohler va rebutjar aquesta afirmació. Evans va respondre: "'Blitzed' no pertany al món de la història seriosa, sinó al nou paisatge de 'postveritat' i 'fets alternatius'". El 2020, va aparèixer el segon llibre de no-ficció d'Ohler: "The Bohemians - The Lovers who led Germany’s Resistance against the Nazis", que el The New York Times va descriure com "una història detallada i meticulosament investigada sobre una parella de joves resistents alemanys que es llegeix com un thriller".

## Obra

### Novel·la
- Die Quotenmaschine (1998)
- Mitte (2001)
- Ponte City (2003)
- Die Gleichung des Lebens (2017)

### No ficció
- Blitzed: Drugs in Nazi Germany[25][26] (2016),ISBN 0241256992
- The Bohemians - The Lovers who led Germany’s Resistance against the Nazis (2020),ISBN 1328566307

### Guió
- Palermo Shooting, guionista[27][28] (2008)